# 호프 쿡
호프 쿡(Hope Cooke, 1940년 6월 24일 ~ )는 시킴 왕국의 마지막 국왕인 팔덴 톤두프 남걀의 왕비이다.
미국 샌프란시스코에서 아일랜드계 미국인 요리사의 딸로 태어났으며 12세 시절에 뉴욕으로 이주했다. 1959년 세라 로런스 대학교에서 아시아 문화를 연구했다. 1961년 인도로 이주해서 팔덴 톤두프 남걀 국왕과 결혼했지만 1975년 시킴 왕국이 멸망하면서 남편과 함께 미국으로 이주했다. 1980년에는 팔덴 톤두프 남걀과 이혼했고 연설가, 비평가, 역사가로 활동했다.

## 그림

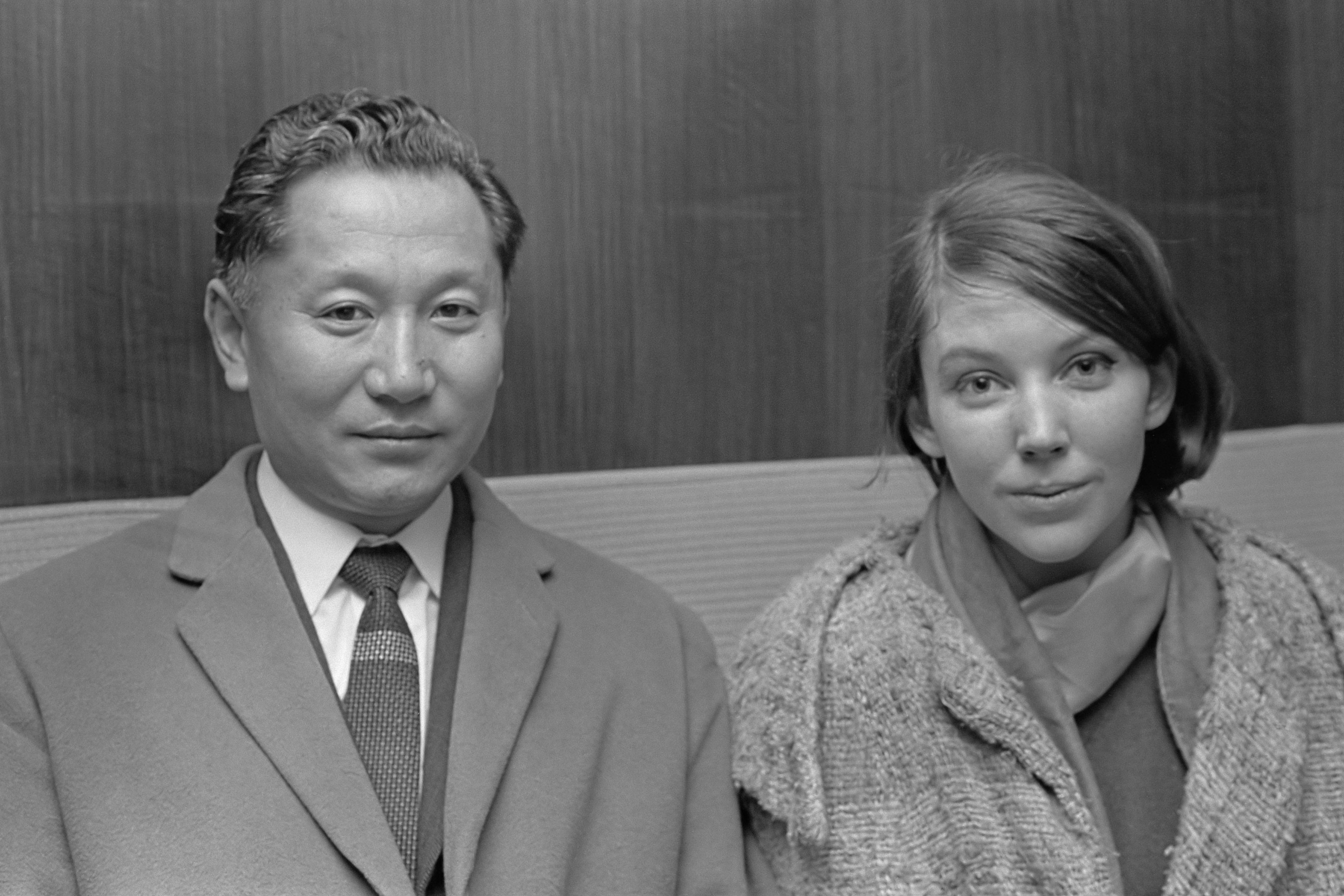
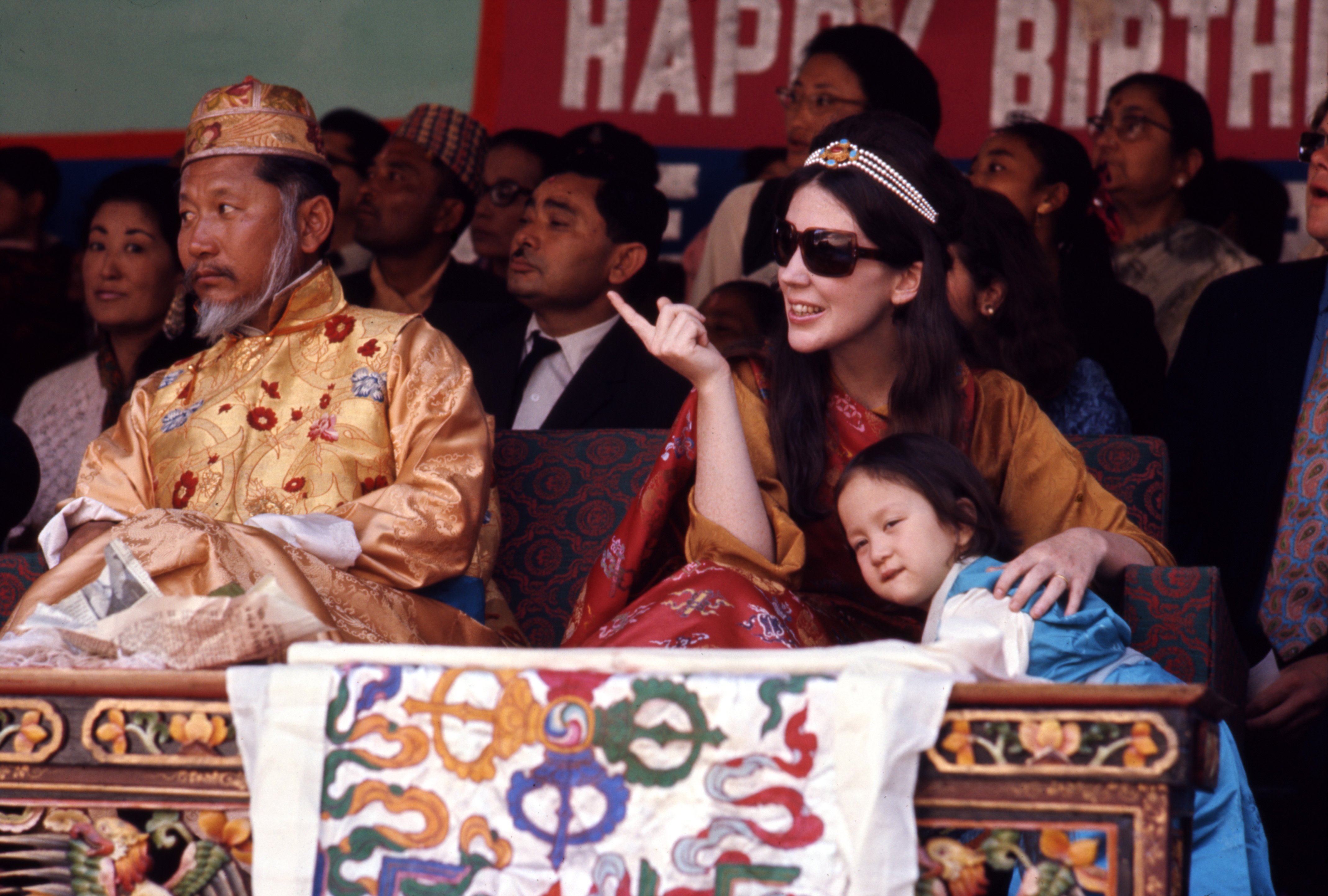